# Armand de Brignac
Armand de Brignac è uno champagne di altissima fascia creato da Jean-Jacques e Alexandre Cattier, ultimi di una dinastia che lo produce dal 1763.

## Vitigno
Armand de Brignac è ottenuto con uve dei vitigni caratteristici dello Champagne: chardonnay, pinot nero e Meunier; nella località di La Marne, in quelle stesse vigne che il re Luigi XV di Francia aveva scelto per la produzione del vino che gli fosse servito a corte durante i banchetti.

## Produzione
Lo champagne Armand de Brignac, dal momento della raccolta del grappolo d'uva; passando poi per la spremitura, l'imbottigliamento, il remuage, il delicato ruotare quotidiano della bottiglia che insieme ai lieviti dona le caratteristiche piccole bollicine; fino all'inserimento del liqueur de tirage, la firma dello champagne che ne caratterizza lo stile; è creato manualmente da un piccolo gruppo di persone che ne seguono tutta l'evoluzione.
L'invecchiamento è ottenuto nelle cantine del castello Cattier, raggiungibili dopo aver percorso 119 gradini, si trovano infatti a 30 metri di profondità, questo garantisce una temperatura costante ideale per l'affinamento dello champagne.

## Bottiglia
Le bottiglie di Armand de Brignac non sono trasparenti, sono rivestite da una sottile patina ottenuta con un bagno della bottiglia nell'oro.
A completare la bottiglia di Armand de Brignac vi sono le etichette, stampate in cantina con una lamina di peltro e applicate anch'esse manualmente: nessuna bottiglia di Armand de Brignac è perciò identica all'altra.
Oltre alla bottiglia in oro che contiene lo champagne brut, esistono anche lo champagne rosé con bottiglia laminata in rosa e lo champagne blanc de blancs con bottiglia laminata in argento.